# Mondo-brana

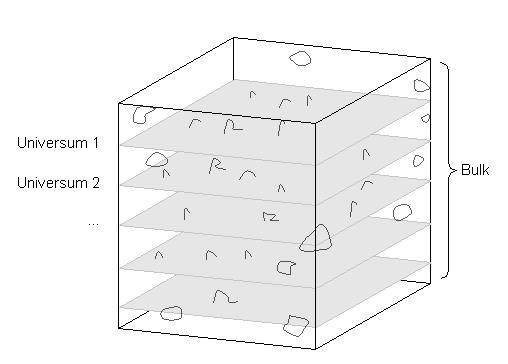
L'iperspazio detto bulk e le brane

Nella teoria delle stringhe, la teoria del mondo-brana o cosmologia di brana (brane cosmology) è una teoria cosmologica formulata nell'ambito della teoria M, la teoria che tenta di riunificare le cinque teorie delle stringhe.

## Il concetto
La teoria del mondo-brana, in contrapposizione alla teoria dell'inflazione riformulata in compatibilità con la teoria delle superstringhe, ipotizza che le dimensioni extra non siano spazi di Calabi-Yau microscopici, bensì dimensioni più estese rispetto alle tre dimensioni spaziali percepite quotidianamente. La teoria del mondo-brana ipotizza che l'Universo sia una 3-brana tridimensionale immersa in un iperspazio ad 11 dimensioni (le brane sono le cosiddette "membrane" n-dimensionali ipotizzate dalla teoria M). Il tessuto spaziotemporale, in questo contesto, è costituito dalla superficie tridimensionale dell'Universo. Secondo questa teoria, la materia presente nell'Universo non può "uscire" da esso per entrare nell'iperspazio, poiché le superstringhe aperte tendono ad avere entrambe le estremità collegate ad una D-brana. Come l'Universo, possono esistere un'infinità di altri Universi paralleli immersi nell'iperspazio, Universi costituiti da brane n-dimensionali.
Queste brane fluttuerebbero in un iperspazio detto anche "bulk".

## La gravità: un'eccezione alla regola
Secondo la teoria-M, tutte le superstringhe aperte tendono ad avere entrambe le estremità collegate ad una d-brana. Così, esse possono essere presenti solo in un particolare Universo, e non possono fluttuare liberamente nell'iperspazio: conseguentemente, sia le particelle materiali che le particelle mediatrici delle forze (eccetto una) non possono uscire dal nostro Universo. Secondo la teoria-M, tuttavia, i gravitoni sono costituiti, a differenza di tutte le altre particelle, da stringhe chiuse ad anello. Ciò renderebbe la gravità una forza molto particolare, poiché consentirebbe la sua trasmissione da un Universo all'altro tramite l'iperspazio. La materia presente in un Universo, in altre parole, potrebbe interagire attraverso la gravità con la materia presente in un altro Universo. Questa ipotesi spiegherebbe così la bassa intensità dell'interazione gravitazionale: parte dei gravitoni virtuali emessi da una particella massiva in un particolare Universo fluttuerebbero per l'iperspazio interagendo con la materia di Universi differenti. Ciò potrebbe fornire una spiegazione al fenomeno della cosiddetta materia oscura.

## Il modello ciclico
Il modello cosmologico più accreditato, nel contesto della teoria dei mondi-brana, è per ora il modello ciclico ecpirotico, sviluppato dai fisici Paul Steinhardt (che poi ha abbandonato la teoria di multiverso) e Neil Turok. Secondo questo modello, il nostro Universo, una brana tridimensionale, è in continua collisione con un Universo parallelo separato da una brevissima distanza nelle dimensioni extra. Con un periodo di qualche migliaio di miliardi di anni, i due Universi collidono in un Big Splat. Al momento della collisione, in ciascuno dei due Universi si libera una grande quantità di radiazione, che dovrebbe essere pari a quella originata dalle oscillazioni dell'inflatone secondo la teoria dell'inflazione. A causa di fluttuazioni quantistiche, al momento del Big Splat alcune parti dei due Universi colliderebbero in anticipo rispetto ad altre, formando una quantità non uniforme di radiazione (la stessa non-uniformità viene spiegata nel modello inflazionario a causa di fluttuazioni quantistiche nel campo dell'inflatone). Questo modello, apparentemente assurdo, ha solide basi nella teoria-M, secondo la quale la settima dimensione dovrebbe trovarsi compressa fra due brane: nel modello ciclico, i due Universi in continua collisione sono separati proprio dalla settima dimensione.

### Sperimentazione del modello ciclico
Il modello ciclico, per ora la principale teoria cosmologica dopo il modello inflazionario, può essere sottoposto a sperimentazioni in grado di dimostrarne la validità. In primo luogo, il modello ciclico si basa interamente sulla teoria-M e, più in generale, sulla teoria delle superstringhe: se quest'ultima teoria venisse invalidata dai dati sperimentali, il modello ciclico e la stessa teoria dei mondi-brana risulterebbero false. In secondo luogo, un esperimento più diretto per confermare il modello ciclico, ed invalidare l'inflazione, potrebbe essere effettuato da sonde in grado di rivelare le onde gravitazionali: secondo il modello inflazionario, infatti, le oscillazioni dell'inflatone hanno portato a distorsioni dello spazio-tempo (delle onde gravitazionali) percepibili anche nell'Universo attuale, mentre nel modello ciclico il Big Splat non origina onde gravitazionali. Una verifica del modello ciclico che ne confermi la validità potrebbe rappresentare una prova sperimentale a favore della stessa teoria delle superstringhe.